# España cañí
España cañí (Zigeuner-Spanje) is een muziekstuk van de Spaanse componist Pascual Marquina Narro.
Het lied werd geschreven in 1925 onder de naam El patronista cañí en wordt sinds de eerste uitvoering in 1926 gebruikt tijdens stierenvechten. Buiten Spanje is España cañí vooral bekend van de paso doble, de dans waarbij dit lied zeer vaak gebruikt wordt.